# Ted Poe
Pour les articles homonymes, voir Poe.
Lloyd Poe dit Ted Poe, né le 10 septembre 1948 à Temple (Texas), est un homme politique américain, représentant républicain du Texas à la Chambre des représentants des États-Unis de 2005 à 2019.

## Biographie
Ted Poe fait des études de droit à l'Abilene Christian University puis à l'université de Houston, où il obtient son juris doctor en 1973. De 1970 à 1976, il est réserviste dans la United States Air Force. Il devient procureur de district du comté de Harris en 1973. Il est juge du comté de 1981 à 2003 et devient connu pour ses « condamnations de la honte », obligeant par exemple des meurtriers à accrocher les portraits de leurs victimes sur les murs de leur cellule ou des voleurs à porter un panneau « j'ai volé dans ce magasin » devant les boutiques lésées.
En 2004, il se présente à la Chambre des représentants des États-Unis dans le 2e district du Texas. Avant les élections, la circonscription (anciennement la 9e) est redessinée en faveur des républicains. Poe est élu face au représentant démocrate sortant Nick Lampson, réunissant 55,5 % des voix contre 42,9 % pour Lampson. Il est réélu en 2006 avec 65,6 % des suffrages face au démocrate Gary Binderim. En 2008 et 2010, il rassemble près de 89 % des voix face à des candidats libertariens. Il est réélu en 2012 et 2014 avec respectivement 64,8 % et 67,9 % des suffrages.
Il annonce en juillet 2016 qu'il est atteint d'une leucémie. Il est cependant candidat à sa réélection en novembre 2016 et remporte le scrutin avec près de 30 points d'avance. En mars 2017, il quitte le Freedom Caucus, qui bloque alors l'abrogation de l'Obamacare,. Quelques mois plus tard, il annonce qu'il ne sera pas candidat à un nouveau mandat en 2018,.